# Lišany (district de Rakovník)
Pour les articles homonymes, voir Lišany.
Lišany (en allemand : Lischan) est une commune du district de Rakovník, dans la région de Bohême-Centrale, en Tchéquie. Sa population s'élevait à 665 habitants en 2020.

## Géographie
Lišany se trouve à 5 km au nord de Rakovník et à 49 km à l'ouest-nord-ouest de Prague.
La commune est limitée par Krupá à l'ouest et au nord, par Krušovice au nord-est, par Lužná à l'est et au sud, par Rakovník au sud, et par Olešná et Chrášťany à l'ouest.

## Histoire
La première mention écrite de la localité date de 1252.

## Transports
Par la route, Lišany se trouve à 6 km de Rakovník et à 58 km du centre de Prague.